# Bogenhausen
Bogenhausen är en stadsdelsområde i München. Den bildar kärnan i stadsdelsområdet Stadtbezirk 13 Bogenhausen som sedan 1992 även består av Oberföhring, Johanneskirchen, Englschalking, Denning, Daglfing och Zamdorf. Bogenhausen ligger i nordöstra München och är den geografiskt största stadsdelen.